# ドクター・ゲロ
ドクター・ゲロは、鳥山明の漫画『ドラゴンボール』またはそれを原作としたアニメ『ドラゴンボールZ』『ドラゴンボールGT』『ドラゴンボール改』に登場する架空のキャラクター。声優は矢田耕司。『ドラゴンボールフュージョンズ』以降のゲーム作品では沢木郁也。

## 人物像
元レッドリボン軍の科学者で、人造人間の製作者。当初より世界制圧を目論むレッドリボン軍にて兵器開発を行っていたが、孫悟空がレッドリボン軍を壊滅させた。その復讐のために、一人様々な人造人間の研究を行い、後に自らも人造人間20号となった。なお、悟空がレッドリボン軍と戦っているときに直接会ったことはなかったため、悟空自身はゲロの存在を知らなかった。
科学者としての技術は極めて優秀で、最先端のメカトロニクスからバイオテクノロジーまでこなす。ブリーフ博士は17号と18号の設計図を見た際「自分にも分からないことが多い」と発言し、16号の修理を手がけたブルマも「この人造人間は凄い構造。ドクター・ゲロはろくなやつじゃないが天才だったのは確か」と語っている。また、ブルマからは「科学者ではけっこう有名。イヤなヤツらしいけど天才」と言われ、ブリーフ博士も上記の発言の後に「この才能を正しいことに使っていれば」と惜しんでいた。
ブルマは「ドクター・ゲロがレッドリボン軍のお抱えだとは知らなかった」と語っており、軍との関係を知らない者もいるが、元々レッドリボン軍の創設メンバーだったため、実質軍を操っていた人物でもある。軍の兵器は全てゲロが作ったものであり、通常の機械兵器は敵に渡って利用される恐れがあるため、自分で考える能力を持つ人造人間の開発に踏み切った。その昔若くして死んだレッドリボン軍の上級兵士だった息子「ゲボ」がおり、敵の銃弾に倒れた我が子をモデルとして人造人間16号を製作した。我が子という特別な思いから強力なパワーと爆破装置を与えたが、できれば戦闘で破壊したくないという意思もあった。それまで全人工製の人造人間を開発してきたが、発明において唯一「性格のコントロール」を苦手としており、17号や18号のような人間を改造する方法に変更した（このことを知らなかった17号は「ゲロは16号のような完全機械の人造人間を生み出せるのになぜ人間ベースに戻したのか」と疑問に思っている）。しかし、17号や18号でも性格のコントロールには失敗し、自らの命を失う原因になった（最終的に19号では自らに忠実な性格のコントロールに成功しているが、旧式のエネルギー吸収式にせざるを得なくなっている。このことは18号にも指摘されている）。
アニメではセルの回想の中で、ドクター・ゲロがセルを生み出した真の目的は悟空に対する復讐ではなく、自らの手で究極の生物を生み出すことであり、そのために多くの戦士たちの細胞を組み合わせ、セルを生み出したと語られている。

### 人造人間20号
ドクター・ゲロが人造人間となった姿。改造を行ったのは人造人間19号で、脳を含め体の半分は人間であるが、肉体の大部分は機械化されている。人造人間としては生体ベース型だが、基本性能は19号とほぼ同じでエネルギー吸収式。手のひらに搭載されている装置からエネルギーを吸収することで自らの力に変えたり、逆に吸収したエネルギーをそのまま放出して敵を攻撃したりすることもできる。
戦闘力は19号より高いが、人造人間17号、18号にはかなり劣る。ヤムチャの体を腕で貫いて意識不明にさせ、アニメではクリリンも軽くあしらっている。
浅黒い肌に腰の辺りまで伸びた白髪、髪の毛と同様に白い髭を蓄えた老人で、一見すると人間と区別が付かないが、帽子を取ると透明なドーム状の頭部から脳が透けて見える。生身の人間の頃にあった眉毛は、人造人間への改造に伴いなくなった。生身の頃の姿は、扉ページで三頭身の体型で描かれている。
作中では人造人間18号に人造人間になった理由を「永遠の命欲しさ」と答えており、ブルマも「たぶん生き続けたくて自分まで改造した」と推測している。孫悟空らと対峙した際ピッコロに「まるで自分自身がドクター・ゲロのようであるかのように話をしている」と指摘されたとき、「わたしはドクター・ゲロに作られた人造人間で、ドクター・ゲロは死んでもうこの世にはいない」と、自分の正体を隠す発言をしていた。

## ストーリーへの絡み
存在が明かされたのは、未来からトランクスがやってきたときである。
レッドリボン軍が悟空により壊滅された後は、悟空打倒のため、小型の昆虫スパイロボットで悟空たちの闘いを偵察および細胞を採取。
南の都の南西にある島にて19号と共に出現。無差別殺人を行い、人造人間を探していたヤムチャのエネルギーを吸い取る。異変に気づいた悟空、ピッコロ、クリリン、天津飯と遭遇。悟空に人気のない所で戦うことを勧められるが、移動するつもりはないとビームで都市を破壊し、それに激怒した悟空に阻止され荒野へと誘導される。悟空が心臓病で倒れるものの、超サイヤ人に覚醒したベジータに19号を破壊され、その後逃走する。逃走中、ベジータを倒すためにピッコロを奇襲。エネルギーを吸収するものの、助けに向かった孫悟飯に攻撃されて他の戦士たちに居場所を知られる。実際には十分にパワーを奪えておらず、仙豆を食べて体力を回復させたピッコロに圧倒された挙句、片腕を切断されてしまう。だが、おりしもブルマが乗っていた飛行機が飛んでいるのを見て撃墜し、一行が気を取られている隙に逃走。危険を承知で切り札である人造人間17号、人造人間18号を起動させるため研究所へ向かう。未来から来たトランクスに救出されたブルマは科学者の本で写真を見た記憶から「あれはドクター・ゲロ本人」と話す。
クリリンに研究所の場所を知られるも、17号と18号の起動に成功する。しかし17号と18号の反抗的な態度は改善されておらず、17号に緊急停止コントローラーを破壊された後、足蹴りで首を切断され、頭部を踏み潰されて死亡した。
アニメでは死後、魔人ブウ編で地獄から界王神界での悟空たちとブウの戦いをフリーザ一味やセルとともに観戦していた。

### 異時系列におけるドクター・ゲロ
詳細は不明だが、現在の世界と同じく自らが開発した人造人間に殺されていることがトランクスより語られた。作中の世界に登場したセルが元々存在していた世界のドクター・ゲロも同様であるが、アニメでは自爆から復活後、悟飯とかめはめ波の撃ち合いの際のセルの回想にて、17号たちを吸収して完全体になるように促すような台詞を発言している。

### 劇場版での登場
劇場版第10作目『ドラゴンボールZ 極限バトル!!三大超サイヤ人』冒頭にて本編同様、17号と18号に殺害された。しかし、ゲロの怨念が地下深くのスーパーコンピュータに乗り移り、13号、14号、15号を完成させて悟空たちを狙う。その人造人間たちが敗れた後はスーパーコンピューターも機能を停止した。
劇場版第21作目『ドラゴンボール超 スーパーヒーロー』では孫のヘドがメインキャラクターとして登場し、ゲロ本人は回想シーンや冒頭のレッドリボン軍についての説明でのみ登場。この際に家族関係の一部が明かされ、先妻との間にはゲボ以外に次男となるもう一人の息子がいたことと、先妻はゲーム『ドラゴンボール ファイターズ』に登場する人造人間21号に酷似していたことが判明した。ヘドは次男の息子だが、レッドリボン軍に加担していたために次男夫婦には良くは思われおらず、当のヘド本人とも会ったことが無かった。

### ドラゴンボールGT
地獄を彷徨っていたドクター・ミューと出会い、彼を誘って組み新17号を完成させ、打倒・悟空と世界征服に燃えていた。地球への侵攻を果たして計画を進めていたが、パンに超17号を止めるよう人質にされたことでやむなく超17号を止めようとする。しかし、新17号を作った際にドクター・ミューによりプログラムをドクター・ミューだけの命令を聞くように書き換えられていたことが判明し、またドクター・ミューは全ギャラクシー（銀河）征服を本来の目的としていたなどの野望の食い違いから裏切られ、17号に破壊される最期を遂げる。その際、超17号には怒りではなく悲しみの発言や表情をしている。なお、破壊される直前にはドクター・ミューから世界征服の野望を取るに足らないと侮辱され、17号は究極の人造人間などという子供だましではなく、究極のマシンミュータントだと言われ、ドクター・ミューに対しては怒りを露わにしていた。
一人称は、「わたし」から「わし」に変わっていた。

## ゲロの技
いずれも原作では名前は付いていない。
目からビーム / アイビーム / 目から怪光線 / バイオニックパニッシャー
改造を施した眼球から細い光線を射出する技。継続して放つことで都を薙ぎ払い、半壊状態にした。その後、悟空を助けるために飛び出してきたピッコロに対して使用し、彼に命中させることにも成功しているが、大きなダメージを与えるには至らなかった。
エネルギー吸収 / ドレインライフ20 / エナジードレイン
エネルギー吸収式の最大の特徴。掌に埋め込まれたレンズ状のエネルギー吸引装置からエネルギーを吸収し、自分のスペックに加算する。生物を手で掴むことによって対象の持つ生体エネルギーを直接吸い取ることができるほか、相手の放った気弾の類も吸収可能で作中で限界は示されていない。各種ゲームでも忠実に再現されており、自身の体力、または気力を回復できることが多い。
手からビーム / エネルギー波 / エネルギー放出 / フォトンウェイブ / エネルギー波なぎ払い
掌のエネルギー吸引装置から貯蓄したエネルギーを逆噴射させる技。蓄えたエネルギーを放出するため、本体の戦闘力は下がってしまう。
うるさいハエめ
相手の足を掴み投げ飛ばして、追撃を行う。アニメでクリリンを迎撃するために使用。
その他、サーチシステムを組み込んでおり生命体の索敵が可能。舞空術のように自在に飛行可能だが、厳密には体内の反重力装置による賜物である。

## ドクター・ゲロの研究所
南の島よりゲロが逃げ帰った、北エリアの深い渓谷の中にある洞窟に建設された秘密研究所。崖の中ほどにある洞窟の中に入り口がある。入り口は暗証コードを入力しないと開かない頑丈な扉になっており、クリリンと天津飯の体当たりでは開かずベジータが破壊した。研究所内部の壁には人造人間を格納したカプセルが立てかけられている。地下室には巨大スーパーコンピュータとセルをつくるためのカプセルがある。後にクリリンと未来から来たトランクスによって研究所は破壊された。
この研究所はごく一部の科学者だけしか知らず、ゲロも「正確な場所は誰にも教えていない」と心中で呟いていた。が、「北の都の近くの山にある」ことと、「洞窟を改造した研究所という噂があったはず」ということをブルマは知っており、このことについてゲロは、「（父親に）自分のことを聞かされたことがあるのではないか」と推測していた。

## ゲーム作品での登場
ゲーム作品での名称は基本的に「ドクター・ゲロ」表記が多いが一部ゲームでは「人造人間20号」もしくは「20号」表記になることもある。
格闘ゲームへの初登場は『ドラゴンボールZ 超武闘伝』。特殊能力として相手の必殺技を吸収して、体力を吸収することができる。
一部ゲームでは人造人間16号から「お前に従うようにはプログラムされていない」と言われている。
ゲームボーイカラーのカードRPG『ドラゴンボールZ 伝説の超戦士たち』では、バトル中に使用すると人造人間に致命的なダメージを与えることができるカード「きんきゅうていしそうち」が存在するが、ゲロはそのカードを使うことができない。逆に「人造人間に致命的なダメージを与える」という効果は適用されるため、相手に使われると自身が緊急停止させられる恐れがある。
『ドラゴンボールZ Sparking!』以降の3Dフィールドを主体としたゲームでは、気力が自然に回復せず、攻撃を与えて回復するか相手から奪う必要のある仕様となっていることが多い。
『ドラゴンボール ファイターズ』では追加コンテンツ含めて直接の登場はないが、ゲロが開発したリンクシステムや波動の発生装置、ゲロのスーパーコンピューターが作り出した人造人間21号が登場しており、ストーリーモードでたびたび名前が挙がる。
『ドラゴンボールZ カカロット』では人工知能の分野に関しては苦手で、無から作った16号は性格調整に失敗して保留し、その後人間ベースの17号・18号に切り替えたがまたも調整に失敗し、再び無から作る方針に戻した19号でようやく忠実な人工知能を完成させたことが説明されている。

## 補足
作者の鳥山は当初、20号を本当の敵にしようと考えており、当初は19号と20号のみを登場させる予定だったが、すでに担当編集を外れていた鳥嶋和彦が鳥山の家に電話をかけてきて「やっと敵が出てきたとおもったらジジイとデブじゃないですか」と文句を言われ、仕方なく17号と18号をデザインした。ゲロが吊り目なのは、当時鳥山が吊り目系が好きだったため。
鳥山は好きな人造人間の3位に、19号とともに20号（ゲロ）を挙げている。